# 1435
Năm 1435 là một năm trong lịch Julius.

## Sinh
- 20 tháng 1 - Ashikaga Yoshimasa, shogun Nhật Bản (mất 1490)
- Ngày chưa biết'
  - Amadeus IX, Công tước của Savoy (mất 1472)
  - Jean Molinet, Pháp nhà thơ, nhà chép sử (mất 1507)
  - Thomas Stanley, 1 bá tước của Derby (mất 1504)
- 'Có thể xảy ra
  - Johannes Tinctoris, nhà lý luận âm nhạc Flemish, nhà soạn nhạc (khoảng ngày; mất 1511)
  - Andrea del Verrocchio, nhà điêu khắc Florentine (khoảng ngày; mất 1488)